# Maison de Gramont
Pour les articles homonymes, voir Familles de Gramont.
La maison de Gramont est une famille subsistante de la noblesse française, d'extraction féodale. La maison d'Aure, originaire de la vallée d'Aure, entre Bigorre et Comminges, a repris par alliance au XVIe siècle le nom de la première maison de Gramont, originaire du pays de Bidache, aujourd’hui dans les Pyrénées-Atlantiques, formant ainsi la seconde maison de Gramont. Sa terre de Gramont (Pyrénées-Atlantiques) fut érigée en duché-pairie en 1648.
Cette famille compte deux maréchaux de France (Antoine III et Antoine V de Gramont), un cardinal (Gabriel de Gramont) et un archevêque (Charles de Gramont).

## Histoire
À la fin du XIIe siècle, les Gramont, seigneurs navarrais font partie des douze ricombres qui conseillent les rois de Navarre.
Les Gramont ont été capitaines puis gouverneurs de Bayonne de 1472 à 1789. Dans cette ville, ils résidèrent dès le XVe siècle au Château-Neuf, puis au Château-Vieux à partir de la fin du XVIe siècle,.
Au XVIe siècle, l'héritière de cette famille épouse un membre de la famille d'Aure et les enfants de ce couple relèvent le nom de leur mère.

### Duché de Gramont
Le duché de Gramont a été créé par lettres patentes de Louis XIV, roi de France et de Navarre, édictées en novembre 1648 et enregistrées le 15 décembre 1663, faisant suite à l'élévation du comte de Gramont (Antoine II, 1572-1644) en duc à brevet par lettres patentes du 31 décembre 1643, puis duc et pair en 1648.
Il se compose de dix paroisses : six situées en totalité dans le royaume de France, les paroisses labourdines de Urt, Bardos et Guiche et les paroisses gasconnes de Sames, Léren et Saint-Pé-de-Léren, une située partie en France et partie en Navarre, Came et trois situées en Navarre, Bergouey, Viellenave-sur-Bidouze (aujourd'hui unies en Bergouey-Viellenave) et Escos.
On ne doit pas le confondre avec la principauté souveraine de Bidache, autre terre sous la juridiction des ducs de Gramont dans le même secteur, dont le territoire se confond exactement avec celui de la petite ville de Bidache, le duché de Gramont étant d'ailleurs formé de deux morceaux séparés par le territoire de la souveraineté.

## Armorial
| Figure | Nom et blasonnement |
|        | Maison de Gramont D'or, au lion d'azur, armé et lampassé de gueules Devise : A resistente coronor |
|        | Antoine II de Gramont (v. 1572-1644), fils de Philibert de Gramont et de Diane d'Andoins, comte puis duc de Gramont (création en 1643) et pair de France, seigneur souverain de Bidache, comte de Toulougeon, de Guiche et de Louvigny, vicomte d'Aster, baron d'Andouins, de Lescun et d'Hagetmau, Écartelé, au I et IV, de gueules à trois fasce ondées d'or ; aux II et III, cousu de gueules à trois jumelles d'argent ; sur-le-tout, contre-écartelé : au 1, d'or, au lion d'azur, armé et lampassé de gueules (Gramont) ; au 2, de gueules, à trois flèches d'or, armées et empennées d'argent, 2 et 1, les pointes en bas (Aster); au 3, d'or, à un lévrier de gueules, colleté d'azur, à l'orle de sable, semée de besants d'or (Aure) ; au 4, d'argent à un chef endenté d'azur.              |
|        | Antoine III de Gramont, comte de Guiche, puis de Gramont, puis duc de Gramont (1648 - nouvelle érection pour le fils du précédent) et pair de France, souverain de Bidache et seigneur de Lesparre, comte de Louvigny, vicomte d'Aster, baron d'Andouins et d'Hagetmau, maréchal de France, colonel des Gardes Françaises, Écartelé, au 1, d'or, au lion d'azur, armé et lampassé de gueules (Gramont) ; au 2 et 3, de gueules, à trois flèches d'or, armées et empennées d'argent, 2 et 1, les pointes en bas (Aster); au 4, d'or, à un lévrier de gueules, colleté d'azur, à l'orle de sable, semée de besants d'or (Aure) ; sur-le-tout, contre-écartelé : au I et IV, de gueules à trois fasces ondées d'or ; aux II et III, cousu de gueules à trois jumelles d'argent.                           |
|        | Antoine-Charles de Gramont (1641-1720), comte de Louvigny, puis de Guiche, puis duc de Gramont (1678 - fils du précédent) et pair de France, souverain de Bidache et seigneur de Lesparre, baron d'Andouins et d'Hagetmau, Écartelé : au 1, d'or, au lion d'azur, armé et lampassé de gueules (Gramont); aux 2 et 3, de gueules, à trois flèches d'or, armées et empennées d'argent, 2 et 1, les pointes en bas (Aster); au 4, d'argent, à un lévrier de gueules, colleté d'azur, à l'orle de sable, semée de besants d'or (Aure). Sur le tout de gueules à quatre otelles d'argent (Comminges). Cri: DIOS NOS AYUDE!. Devise: DEI GRATIA SUM ID QUOD SUM. ; La devise DEI GRATIA SUM ID QUOD SUM (Par la grâce de Dieu je suis ce que je suis) est tirée du texte de saint Paul, 1 Corinthiens 15,10. |
|        | Philibert de Gramont (1621-1707), « comte » de Gramont, vicomte d'Aster, baron des Angles, seigneur de Séméac, d'Ibos et de Sarouilles, chevalier du Saint-Esprit (reçu le 31 décembre 1688), Écartelé, au I et IV, contre-écartelé : au 1, d'or, au lion d'azur, armé et lampassé de gueules (Gramont) ; au 2, de gueules, à trois flèches d'or, armées et empennées d'argent, 2 et 1, les pointes en bas (Aster); au II et III, d'or à la croix de gueules cantonnée de seize alérions 2 et 2 (Montmorency) ; sur le tout de Comminges. |

## Demeures de famille
- Château de Bidache
- Château de Mortefontaine
- Château de Vallière

### Fonds d'archives
- Les papiers personnels de la famille de Gramont sont conservés aux Archives nationales  sous la cote 101AP[7].
- La collection des portraits de famille de la Maison de Gramont, soit quelque 150 œuvres, autrefois conservées au château de Vallière, a été confiée en dépôt en 1982 à la ville de Bayonne. En 1992, ce dépôt a été rendu perpétuel. Ces œuvres sont périodiquement exposées à Bayonne et à Pau[8]. Les quelque 150 œuvres qui composent cette collection représentent un ensemble unique en France par son ampleur et sa qualité[9].